# Tumbita
Tumbita es una serie de historietas prácticamente mudas protagonizadas por el esqueleto homónimo, desarrollada por Antonio Vila López (Tunet Vila) desde los años cincuenta a ochenta del siglo pasado.

## Trayectoria
Tunet Vila creó la serie a principios de los años 50 mientras trabajaba en Selecciones Ilustradas para su distribución en el mercado internacional. Ninguna de sus doscientas tiras vio entonces la luz, pero el personaje fue vendido a Estados Unidos, donde recibió el nombre de Mortimer y contó con guiones de Abel Julian y dibujos de Roger Raymond (sobrino de Alex).
A partir de 1970, las tiras originales creadas veinte años antes por Tunet Vila fueron compradas por Vértice para ilustrar los reversos de las portadas y las contraportadas de sus traducciones de los cómics de Marvel. Poco después, Tunet Vila empezó a trabajar directamente para esta editorial como rotulista y aportando nuevas tiras de Tumbita.
Desde entonces se han publicado un par de recopilaciones del personaje:
- 1993 Tumbita (El Boletín: Los Archivos núm. 1);[1]
- 2004 Lo mejor de Tumbita. El alegre vividor que hace el muerto con humor (Non Stop! Comics: Colección No Lo Pillo núm. 1).